# Thesium setulosum
Thesium setulosum är en sandelträdsväxtart som beskrevs av Robyns & Lawalree. Thesium setulosum ingår i släktet spindelörter, och familjen sandelträdsväxter. Inga underarter finns listade i Catalogue of Life.